# Colmeal e Vilar Torpim
Colmeal e Vilar Torpim (oficialmente: União das Freguesias de Colmeal e Vilar Torpim) é uma freguesia portuguesa do município de Figueira de Castelo Rodrigo, com 72,9 km² de área e 196 habitantes (censo de 2021). A sua densidade populacional é 2,7 hab./km².

## História
Foi constituída em 2013, no âmbito de uma reforma administrativa nacional, pela agregação das antigas freguesias de Colmeal e Vilar Torpim que é a sede.

## Demografia
A população registada nos censos foi:
| Distribuição da População por Grupos Etários | Distribuição da População por Grupos Etários | Distribuição da População por Grupos Etários | Distribuição da População por Grupos Etários | Distribuição da População por Grupos Etários | Distribuição da População por Grupos Etários |
| -------------------------------------------- | -------------------------------------------- | -------------------------------------------- | -------------------------------------------- | -------------------------------------------- | -------------------------------------------- |
| Antes da agregação                           |                                              |                                              |                                              |                                              |                                              |
| Ano                                          | 0-14 anos                                    | 15-24 anos                                   | 25-64 anos                                   | >= 65 anos                                   | Total                                        |
| 2001                                         | 29                                           | 52                                           | 132                                          | 142                                          | 355                                          |
| 2011                                         | 35                                           | 15                                           | 123                                          | 82                                           | 255                                          |
| Após a agregação                             |                                              |                                              |                                              |                                              |                                              |
| Ano                                          | 0-14 anos                                    | 15-24 anos                                   | 25-64 anos                                   | >= 65 anos                                   | Total                                        |
| 2021                                         | 20                                           | 17                                           | 89                                           | 70                                           | 196                                          |